# Luis Fonsi
Luis Alfonso Rodríguez López-Cepero (San Juan, 15 de abril de 1978), más conocido artísticamente como Luis Fonsi, es un cantautor, actor y bailarín puertorriqueño. Es conocido por su canción «Despacito», que se convirtió en un fenómeno mundial en 2017.

## Primeros años
Es el hijo mayor de Alfonso Rodríguez y Delia López-Cepero. Tiene dos hermanos menores: Tatiana Rodríguez y Jean Rodríguez, quien es también cantante. Desde temprana edad mostró interés por la música; a los tres años imitaba a los integrantes del grupo Menudo, y posteriormente formó parte del coro de niños de San Juan. Durante su adolescencia creó un grupo vocal que versionaban canciones de Boyz II Men. 
En 1989, cuando tenía 10 años, se mudó junto a su familia desde Puerto Rico a Orlando, Florida. Aunque no hablaba inglés en este momento, asumió el cambio con entusiasmo. Según él mismo ha relatado, su padre le dijo «que vivirían en la misma ciudad que Mickey Mouse», lo cual lo motivó positivamente.

## Carrera

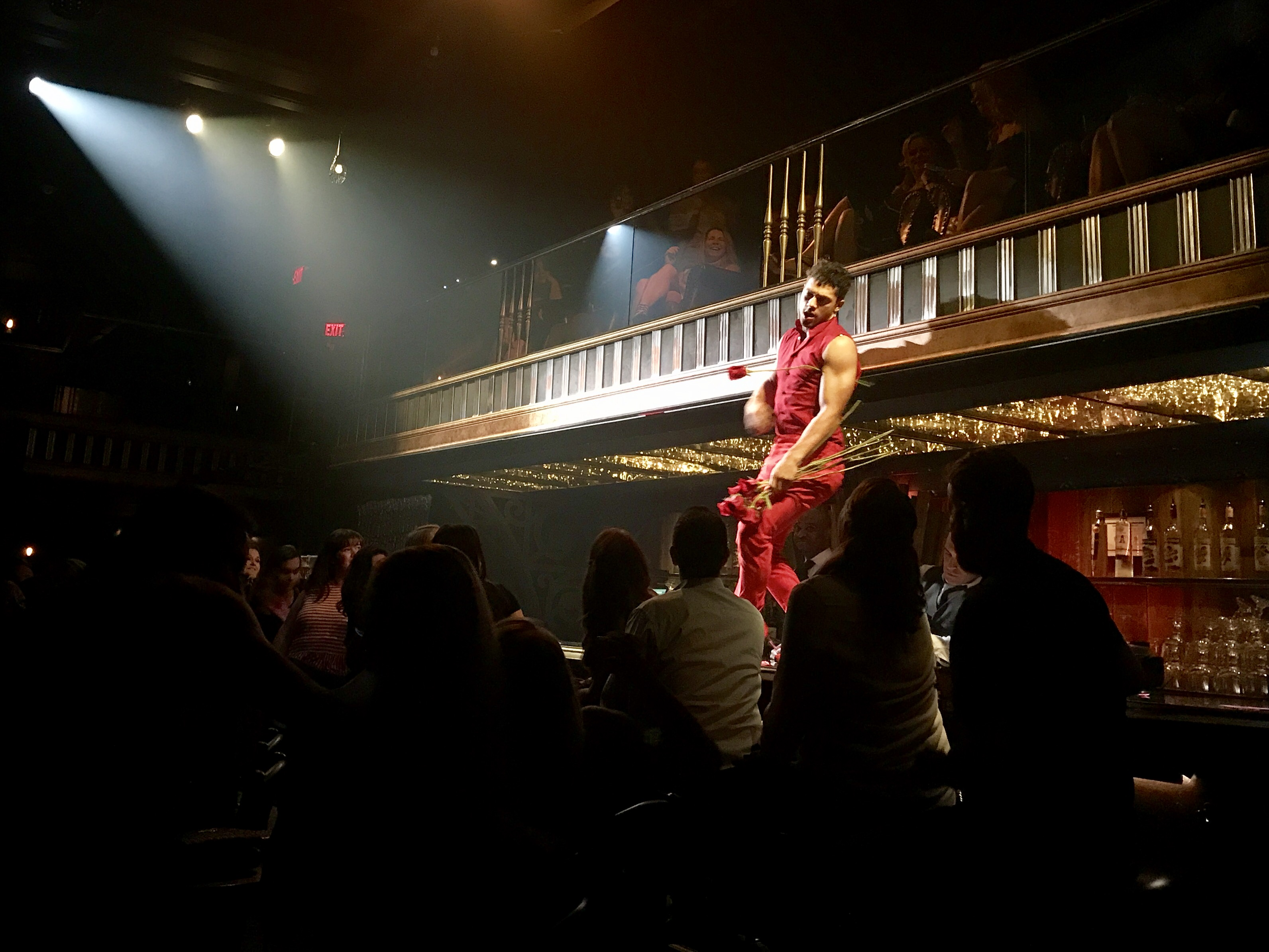
Luis Fonsi dando un concierto

### Inicios 1995-1998
Allí ingresó en la escuela Dr. Phillips High School, donde formó un grupo de música llamado Big Guys, con los que cantaba en eventos escolares y festivales locales. Uno de sus compañeros era el famoso miembro del grupo N Sync, Joey Fatone. Posteriormente, Luis Fonsi obtuvo una beca para estudiar en la Florida State University School of Music, donde cursó teoría musical, solfeo, apreciación musical, canto y composición. Además formó parte del coro de la universidad, lo que le da la oportunidad de participar en giras por escenarios de Estados Unidos y Londres. Finalizó su formación académica con una especialización en música y composición. Aunque inicialmente cantaba en inglés, su primera gran oportunidad musical se dio cantando en español, tras recibir una propuesta del sello Universal. Según ha relatado, no dudó en aceptarla, ya que siempre había deseado interpretar en ambos idiomas.

### 1998-2006: Primeros álbumes
Luis Alfonso Rodríguez da paso a Luis Fonsi cuando decide iniciar su carrera profesional como cantante y compositor. El 15 de septiembre de 1998, lanza al mercado su álbum debut que se titula Comenzaré, el cual fue nominado por Billboard en la categoría «Artista revelación del año» y consigue situarse en los primeros puestos de las listas de ventas con canciones como Dime como, Perdóname, Si tú quisieras y Me iré, en muchos países de Sudamérica. Después de ese éxito obtenido le otorgan un disco de oro, lo que le anima para ponerse a trabajar en su nuevo álbum.
Eterno, que se lanzó al mercado el 20 de junio de 2000, encuentra el mismo éxito y gran aceptación entre el gran público, sobre todo llevando el sencillo Imagíname sin ti a la primera posición del Hot Latín Tracks de Billboard. Luis Fonsi participó en la producción general y en los arreglos y además se estrena como compositor con el tema Mi sueño. A menos de un mes de estar en el mercado, Luis Fonsi recibió un disco de oro por las 100 000 copias vendidas de este álbum. Con este disco se dio a conocer en España y toda Latinoamérica. Compuso la canción Volaré con tus alas en honor a su amigo Wilmer Vega, fallecido en un salto de paracaidismo.
En agosto de 2000, Fonsi participó en el Jubileo 2000, donde cantó ante el papa Juan Pablo II, ante dos millones de personas. Ese mismo año Ednita Nazario se llevaba un Grammy Latino por una canción compuesta por Fonsi. También hizo una colaboración en el álbum en español de la cantante estadounidense Christina Aguilera, Mi reflejo en la canción Si no te hubiera conocido. En 2001 participó en el homenaje a las víctimas de los ataques del 11 de septiembre El último adiós, en la Casa Blanca, ante el presidente George W. Bush. Este acto conmemorativo, parte de un proyecto benéfico, reunió a algunos de los artistas más importantes de la música hispana para contribuir a la causa en honor a las víctimas de los ataques terroristas del 11 de septiembre.
El 12 de marzo de 2002 publicó su tercer álbum de estudio titulado Amor secreto. Con sólo un día en el mercado, Luis Fonsi obtuvo un disco de oro por las más de 100 000 copias vendidas, sólo en Puerto Rico y en EE. UU. Acerca de este álbum y de su madurez artística, Fonsi afirmó: «Yo veo todo esto como crecimiento. Uno va madurando y evolucionando. Es demasiado importante darle algo nuevo al público, y creo que lo logramos.»
Más tarde, Amor secreto se lanzó versionado en inglés con el título de Fight The Feeling en EE. UU. donde tuvo un gran éxito.
El 28 de octubre de 2003 se lanzó al mercado el disco de Abrazar la vida donde se mostraba una faceta de Fonsi más latina por sus ritmos y letras. En este álbum, Luis Fonsi participó como cantautor y productor junto a Kike Santander, Rudy Pérez y Ángel "Cuco" Peña. Además, participó en televisión como actor en series televisivas como Taína o en telenovelas como Corazones al límite junto a Sara Maldonado.
Después de este disco apareció Paso a paso en 2005, un álbum mucho más maduro donde se muestra un Fonsi más aferrado a la vida que nunca y sobre todo, influenciado por la enfermedad de su esposa Adamari López a quien se le diagnosticó cáncer de mama, y se inspira de ese evento para componer la mayor parte de las canciones que forman el álbum. Debido a la enfermedad de su esposa, Luis Fonsi le dedicó el tema Paso a paso, canción que le da nombre al disco y con el que consigue disco de oro en España. «Nada es para siempre», es la primera canción del disco y con el que consigue disco de oro en España.
El 21 de noviembre de 2006 lanzó a la venta su primer disco de éxitos: Éxitos 98:06 donde recopila los éxitos más sonados en todas las radios internacionales, y dos temas inéditos consiguiendo que el primer sencillo de este disco «Tu amor» consiga el primer puesto de la revista Billboard.

### 2007-2013:Palabras del silencioyTierra firme
En 2007, Luis Fonsi fue seleccionado para formar parte del jurado de la nueva versión de la banda latina Menudo (banda). La nueva banda famosa sería una fusión de música urbana, pop y rock en inglés y español para producir varios álbumes con la etiqueta de Sony Epic Records. Se realizaron varias audiciones en diferentes ciudades como Los Ángeles, Dallas, Miami, Nueva York, entre otras. Fonsi formó parte de la competencia de Dallas, donde junto al locutor de radio Daniel Luna eligieron varios concursantes y en sus elecciones, la estrella en ascenso JC Gonzalez fue una de las 25 seleccionadas. Fueron tres años los que Fonsi estuvo ausente del estudio de grabación, para regresar con letras cargadas de emoción y sentimientos. 
Su siguiente disco, Palabras del silencio, se lanzó al mercado el 26 de agosto de 2008 a nivel internacional y consiguió alzarse al primer puesto en las listas de éxitos de numerosos países. Su primer sencillo, «No me doy por vencido», se posicionó en las listas de popularidad durante semanas y aún después de haber lanzado el segundo sencillo «Aquí estoy yo», que es una muestra clara de la sencillez del cantante, pues comparte su música con Noel Schajris, Aleks Syntek y David Bisbal. Este disco, por lo demás, ha traído mucha satisfacción para Fonsi, ya que la gira Palabras del silencio recorrió gran parte de América Latina y España. Llevándolo en su inicio al Festival de Viña del Mar en Chile por segunda vez en su carrera artística, fue premiado nuevamente con la Antorcha de Plata, de Oro y Gaviota de Plata. Enseguida, fue lanzado el tercer sencillo: «Llueve por dentro» con su correspondiente video, el cual fue grabado en vivo. Gracias a este trabajo, Fonsi recibió una nominación a los Premios Grammy al Mejor Álbum de Pop Latino.
El 12 de noviembre de 2009, Luis Fonsi se presentó en el Auditorio Siglo XXI en la ciudad de Puebla, ante más de 3000 personas. Fue en ese concierto que dio a conocer una parte inédita de su canción Se supone. El 25 de enero de 2010 lanza oficialmente el vídeo de su cuarto sencillo Aunque estés con él. El lunes 26 de abril de 2010, compuso la canción Llena de amor que es utilizada en la telenovela del mismo nombre. A finales de 2009 graba la canción Noelia para el Disco Homenaje Nino Bravo - 40 años con Nino.
En octubre de 2010 se le pudo escuchar colaborando con el intérprete español Antonio Orozco en una canción llamada Ya lo sabes, cuyo éxito es notable, ya que vendió más de 8 millones de descargas en iTunes.
Su nuevo álbum Tierra firme fue lanzado al mercado el 28 de junio de 2011 y cuenta que le llevó año y medio realizar este disco, para el cual escribió más de 125 canciones, para terminar con una selección de 10 temas. Para este álbum Fonsi explica que sigue la misma línea en cuanto estilo, mezclando el pop, el R&B, y la balada, que son géneros que él siempre ha escuchado. Además dice que se trata de un disco muy variado, donde encontrarán canciones para «cortarse las venas» hasta unas muy rítmicas, como la versión que hizo de «Claridad», que se dio a conocer con el grupo Menudo, pero que también conoció a través de su creador Umberto Tozzi. En sus palabras, «quise hacer algo superdivertido, nada de seriedad, simplemente hacer mi versión», a lo que agregó que «tal vez presente la coreografía en sus presentaciones durante la gira de promoción». El primer sencillo de este disco es el tema Gritar. Dice que aunque es el primer sencillo, no es su favorita, porque por lo regular la preferida es una que pasa desapercibida. Gritar, según Fonsi es una canción optimista, que invita a luchar y de expresar lo que sentimos en la vida. También agregó dice que el componer se le ha vuelto como una adicción «como que lo necesito, a veces cuando estoy pasando un momento difícil, me ayuda mucho pasarlo a una melodía», explicó. «El título de este nuevo disco demuestra en el estado que estoy: con los pies en la tierra más que nunca; tranquilo y estable. A nivel musical siento que me puedo expresar con mucha más honestidad.» Luis Fonsi considera que Tierra Firme refleja la evolución que ha tenido como persona y artista: «Creo que tengo un gran disco, y tanto en las letras como en la música está como lo pensé. Emocionalmente fue un momento importante para desahogarme. Estoy muy estable. Atravesé momentos dolorosos, pero siempre me pude desahogar a través de mis canciones. Ahora, me siento listo para recibir lo que venga.» Considera a sus seguidores parte fundamental en la realización de su nuevo álbum Tierra Firme, por lo que regrabó una canción muy pedida por ellos en los conciertos.

### 2014-2016:8
El lunes 2 de enero de 2012 el cantante boricua estrenó el vídeo musical de su tercer sencillo promocional, llamado Claridad, perteneciente a Tierra firme. El clip fue dirigido por el colombiano Simón Brand y filmado en la ciudad de Miami, detalló un comunicado de prensa del cantante. El martes 25 de marzo de 2014, Fonsi estrena el vídeo de Corazón en la maleta, primer sencillo de su nuevo álbum titulado 8, el cual fue lanzado el 19 de mayo de ese mismo año. Tras su lanzamiento, la cadena chilena TVN usó tal canción en la novela Caleta del sol con la participación de Carolina Arregui y Francisco Melo. El lunes 23 de junio de 2014 lanza la canción Llegaste tú con la colaboración de Juan Luis Guerra, el tema se coloca en las listas de popularidad como el Top Latin Songs -Pop República Dominicana de Monitor Latino donde lleva presente más de 28 semanas.
En febrero de 2015, el artista inauguró la LVI versión del Festival de Viña del Mar, en Chile, donde sorprendió a los asistentes a la Quinta Vergara con un mix de covers anglo. Y, durante el mismo mes, fue confirmado como entrenador para la versión local del programa The Voice Chile, junto con Álvaro López, Nicole y Franco Simone y transmitido desde mayo hasta agosto de 2015. Repitió su papel de entrenador en la segunda temporada del programa en 2016, nuevamente con López, Nicole, a quienes se suma Ana Torroja en reemplazo de Simone.
En 2016 colaboró en el disco We Love Disney (Latino) interpretando la canción "Esta Noche Es Para Amar" de la película El Rey León.

### 2017-presente: Despacito, éxito internacional yVida
El 11 de enero de 2017 estrenó el primer sencillo de su próximo álbum a través del sello Universal Music Latino, titulado Despacito.
Nicolás Maduro versionó la canción para llamar a votar a la Asamblea Nacional Constituyente del 30 de julio de 2017. Debido a que Luis Fonsi no permitió su uso comercial para fines políticos, no lo toleró, dando a conocer su malestar a través de Twitter, y diversas organizaciones internacionales y la oposición venezolana también la han rechazado y han pedido su suspensión. A la protesta de Luis Fonsi también se la ha unido Daddy Yankee y la autora de la canción Erika Ender, ya que Maduro se ha apoderado ilegalmente de la canción al no consultarle sobre su uso.
En enero de 2017 lanza la canción «Despacito» junto con Daddy Yankee dando un aire a su género (pop urbano). Esta canción es un tema alegre, habla de la química entre un hombre y una mujer y la atracción inmediata, con líneas entre Fonsi y Daddy con un estribillo pegajoso urbano, el vídeo se grabó en Puerto Rico en escenarios urbanos con bailarines y gente de la zona compartiendo; la canción fue un boom en las redes sociales y llegó en poco tiempo a cifras impresionantes llegando a estar en varias listas de popularidad dentro de los 10 primeros en varios países. Después del tremendo éxito en versión española, el día 17 de abril de 2017 lanzó un remix con el cantante canadiense Justin Bieber, canción en la que el canadiense cantó versiones nuevas en inglés y las originales en español. La canción tuvo más de 20 millones de vistas en 24 horas siendo la sensación en las redes sociales por la incursión de Bieber en el español.
En febrero de 2017 lanza "'Wave Your Flag junto al DJ y Productor holandés Afrojack alcanzando más de 10 millones de reproducciones en Youtube. Debido a la gran repercusión del tema, el puertorriqueño programó una extensa gira por Europa y América en el verano de 2017, que llevaría el nombre de Love and Dance World Tour. En agosto de 2017 rompe récord en YouTube con el tema «Despacito» al ser el primero en toda la plataforma en rebasar 3.000 millones de vistas, haciendo lo mismo en septiembre de 2017 superando las 5000 millones de visitas. En 2018 actuó en Starlite Festival repitiendo otro gran agotado en su auditorio. El 1 de febrero de 2019, lanzó su álbum Vida, incluyendo la canción «Sola». El 24 de abril de 2019, salió el sencillo Date la vuelta con Nicky Jam y Sebastián Yatra. El 1 de enero de 2021, Luis Fonsi participó en el concierto de Año Nuevo de Tu cara me suena, cantando su canción "Vacío" con Agoney, imitando a Rauw Alejandro. El 11 de marzo de 2022, saca a la luz el que es su décimo álbum de estudio, Ley de gravedad; con grandes éxitos ya escuchados como "Bésame" con Mike Towers, "Vacío" con Rauw Alejandro, "Perfecta" con Farruko, "Date la vuelta" con Sebastián Yatra, Nicky Jam y muchos más.

## Vida personal
Luis Fonsi conoció a la actriz Adamari López en México en el año 2001, pero en ese momento ella sostenía una relación con el también actor Mauricio Islas y no fue hasta el año 2002 que se reencontraron en Estados Unidos, durante un concierto que estaba brindando Fonsi y donde Adamari se encontraba de espectadora. Fonsi al enterarse de que ella estaba presente la invitó a pasar a su camerino. Tras esto, comenzaron a salir, pero siempre como amigos. Se les vio por primera vez juntos en el área de Piñones en Puerto Rico. En octubre de 2002 se consolidó el noviazgo. El 30 de diciembre de 2004, después de 2 años de relación, se comprometen en casa de la familia de Adamari en Humacao, después de pedir formalmente la mano se trasladan al Restaurante Las Tablas propiedad Luis Fonsi y su manejador Tony Mojena. Al poco tiempo de la pareja anunciar su compromiso, Adamari dio a conocer que estaba pasando por un momento difícil, ya que había sido diagnosticada con cáncer de seno. La pareja contrajo matrimonio el 3 de junio de 2006 en la iglesia San José de Caparra, en Puerto Rico. La recepción se llevó a cabo en el Hotel Caribe Hilton ubicado en San Juan, allí recibieron a 400 invitados.
El 8 de noviembre de 2009, Luis Fonsi y Adamari López anunciaron a través de un comunicado de prensa su separación, aludiendo estar atravesando un "proceso difícil" como pareja.
El cantante retomó su vida amorosa con la modelo española Águeda López. Fonsi y López son padres de una niña, Mikaela, nacida el 20 de diciembre de 2011. "Sin duda, nos ha cambiado la vida, la manera de ver la vida, de hacer las cosas" dice Fonsi del nacimiento de Mikaela. Ambos contrajeron matrimonio el 10 de septiembre de 2014 en una ceremonia privada realizada en Valle de Napa, California, a la cual solo fueron invitados familiares y amigos cercanos. El 20 de diciembre de 2016, Águeda López y Luis Fonsi dan la bienvenida a su segundo hijo, Rocco
.

## Discografía
- 1998: Comenzaré
- 2000: Eterno
- 2002: Amor secreto
- 2002: Fight the Feeling
- 2003: Abrazar la vida
- 2005: Paso a paso
- 2008: Palabras del silencio
- 2011: Tierra firme
- 2014: 8
- 2019: Vida
- 2022: Ley de gravedad
- 2024: El viaje

## Giras musicales
- Tour Comenzaré (1998-1999)
- Tour Eterno (2000-2001)
- Tour Amor Secreto (2002)
- Tour Abrazar La Vida (2003-2004)
- Tour Paso a Paso (2005-2006)
- Tour Palabras del Silencio (2008-2010)
- Tour Tierra Firme (2011-2013)
- Tour Somos Uno (2014-2015)
- Love and Dance World Tour (2017-2018)
- Vida World Tour (2019)
- Noche Perfecta Tour (2021-2023)
- 25 Años Tour (2023-2025)

## Premios y nominaciones
Fonsi ha sido nominado a 283 premios, de los cuales solo 101 ha sido ganador, siendo 6 Latin Grammys, 1 Premio Herencia Hispana, 15 Billboards, 8 Premios Lo Nuestro, 15 Festival Internacional de Viña del Mar, 2 Festival Internacional de la Orquídea, 1 Orgullosamente Latino, 2 Teen Choice Awards, 1 NRJ Music Awards, 1 Heat Latin Music Awards, 2 ASCAP, 4 People en Español, 2 American Music Awards, 3 Premios Oye!, 2 LOS40 Music Awards, 2 Premios Paoli, 1 BMI Latinos, 1 TVyNovelas (México), 1 Gala FedEx/St, 1 Premio Globo, 4 Premios Dial 1 Premio Casandra, 15 Premios Juventud, 1 Premio Telehit, 3 Premios Tu Música, 2 Premios SESAC Latina, 4 Premios Quiero, 1 MTV Millennial Awards y 5 VEVO Certificados.

## Filmografía
Televisión
| Año           | Título                                                   | Personaje      | Notas                                 | Notas  |
| ------------- | -------------------------------------------------------- | -------------- | ------------------------------------- | ------ |
| 2000          | Amantes de luna llena                                    | Él mismo       | Invitado especial                     | [ 27 ] |
| 2001          | Taina                                                    | Él mismo       | Invitado especial                     | [ 28 ] |
| 2002          | Sin permiso de tus padres                                | Él mismo       | Invitado especial                     | [ 29 ] |
| 2002          | Como en el cine                                          | Él mismo       | Invitado especial                     | [ 29 ] |
| 2004          | Corazones al límite                                      | Roy            | Papel recurrente                      | [ 30 ] |
| 2004          | XLV Festival Internacional de la Canción de Viña del Mar | Él mismo       | Jurado                                | [ 31 ] |
| 2010          | Atrévete a soñar                                         | Él mismo       | Cantando «Aquí estoy yo»              | [ 32 ] |
| 2010          | Llena de amor                                            | Él mismo       | Cantando «Llena de amor»              | [ 33 ] |
| 2012          | La Voz (España)                                          | Él mismo       | Asesor / Cocoach                      | [ 34 ] |
| 2013          | La Voz Kids (Estados Unidos)                             | Él mismo       | Asesor / Cocoach                      | [ 35 ] |
| 2013          | La Voz... Colombia 2                                     | Él mismo       | Asesor / Cocoach                      | [ 36 ] |
| 2014          | YSEA                                                     | Él mismo       | Juez                                  | [ 37 ] |
| 2015          | La Voz Ecuador                                           | Él mismo       | Asesor / Cocoach                      | [ 38 ] |
| 2015          | The Voice Chile 1                                        | Él mismo       | Entrenador                            | [ 39 ] |
| 2016          | The Voice Chile 2                                        | Él mismo       | Entrenador                            | [ 40 ] |
| 2017          | Fantastic Dúo                                            | Él mismo       | Invitado especial                     | [ 41 ] |
| 2017          | The Tonight Show Starring Jimmy Fallon                   | Él mismo       | Invitado musical                      | [ 42 ] |
| 2017-presente | El hormiguero                                            | Él mismo       | Invitado 9 Veces                      |        |
| 2018          | Lip Sync Battle                                          | Él mismo       | Episode: "Luis Fonsi vs. Joan Smalls" | [ 43 ] |
| 2018          | La Voz Kids 3 (Colombia)                                 | Él mismo       | Envía saludo a Juanse Laverde         | [ 36 ] |
| 2019          | La voz (Estados Unidos)                                  | Él mismo       | Entrenador                            | [ 44 ] |
| 2019          | La Voz (España)                                          | Él mismo       | Entrenador                            | [ 45 ] |
| 2019          | The Tonight Show Starring Jimmy Fallon                   | Él mismo       | Invitado musical                      | [ 46 ] |
| 2022          | La resistencia                                           | Él mismo       | Invitado                              |        |
| 2024          | Capitán Avispa                                           | Capitán Avispa | Papel protagónico                     |        |

#### Entrenador de La Voz (Chile), La Voz (EE. UU.) y La Voz (España)
| Edición          | Año  | Cadena    | Finalista           | Posición |
| ---------------- | ---- | --------- | ------------------- | -------- |
| La Voz Chile 1   | 2015 | Canal 13  | Cami                | Segundo  |
| La Voz Chile 2   | 2016 | Canal 13  | Lucas Piriano       | Tercero  |
| La Voz España 6  | 2019 | Antena 3  | María Espinosa      | Segundo  |
| La Voz EEUU 1    | 2019 | Telemundo | Jeidimar Rijos      | Ganador  |
| La Voz EEUU 2    | 2020 | Telemundo | Jose Class          | Segundo  |
| La Voz España 8  | 2021 | Antena 3  | Carlos Ángel Valdés | Tercero  |
| La Voz España 9  | 2022 | Antena 3  | Génesis Jesús       | Segundo  |
| La Voz España 10 | 2023 | Antena 3  |                     |          |
| La Voz España 11 | 2024 | Antena 3  |                     |          |

## Mercadotecnia

### Comerciales
- Pepsi (Solo en Puerto Rico) (2008)
- Big Cola (Embajador Global de Big Cola) (2021)